# Protosfera
Protosfera – zewnętrzna, bardzo rozrzedzona i zjonizowana warstwa atmosfery ziemskiej, zawierająca protony, część egzosfery. Znajduje się powyżej 1500 km, stopniowo przechodzi w przestrzeń międzyplanetarną i trudno jest ustalić jej górną granice. Jest to ostatnia część ziemskiej atmosfery.